# فابیان آلارکون
فابیان ارنستو آلارکون ریورا (متولد ۱۴ آوریل ۱۹۴۷) سیاستمدار سابق اکوادوری است که از سال ۱۹۹۷ تا ۱۹۹۸ به عنوان چهلمین رئیس جمهور اکوادور خدمت کرد . او پیش از این از سال ۱۹۹۱ تا ۱۹۹۲ و دوباره از سال ۱۹۹۵ تا ۱۹۹۷ به عنوان رئیس کنگره ملی خدمت کرده بود.

## زندگینامه

### اوایل زندگی
فابین آلارکون ریورا در 14 آوریل 1947 در کیتو در خانواده دکتر روپرتو آلارکون فالکونی و خانم ماریا آنتونیتا ریورا لارئا، هر دو اهل ریوبامبا به دنیا آمد .
او تحصیلات ابتدایی و متوسطه خود را در اسپانیا ، مکزیک و کلمبیا ، کشورهایی که پدرش سفیر آنها بود، به پایان رساند و از کالج سن گابریل در کیتو نزد یسوعیان فارغ‌التحصیل شد. او در رشته حقوق تحصیل کرد و در سن ۲۶ سالگی دکترای خود را از دانشگاه کاتولیک پاپی اکوادور دریافت کرد . آلارکون ریورا در دوران فعالیت خود به عنوان وکیل و کارشناس حقوقی، نماینده اکوادور در کنگره‌های بین آمریکایی وکلا در برزیل ، پورتوریکو و کیتو بود و به عنوان عضو ارشد به فدراسیون بین آمریکایی وکلا پیوست.
او با لوسیا پنیا اوچوا ازدواج کرده است که از او سه فرزند دارد: فابین روپرتو، پابلو آندرس و ایزابل لوسیا.

### حرفه سیاسی
او رئیس انجمن دانشکده حقوق و عضو حزب میهن‌پرستان مردمی بود که توسط پدرش تأسیس شده بود. او در دوران شهردار محبوب سیکستو دوران بالن ، به عنوان عضو شورای شهر کیتو انتخاب شد و عضو کمیسیون بازسازی حقوقی ایالت بود که قانون اساسی جدید را که در همه‌پرسی ۱۹۷۸ در جریان روند بازگشت به زندگی دموکراتیک، که توسط شورای عالی دولت ترویج می‌شد، تصویب شد، تدوین کرد . او در انتخابات بخشدار ایالتی پیچینچا برای سال‌های ۱۹۸۴-۱۹۸۸ پیروز شد و در سال ۱۹۸۴ به عنوان رئیس کنسرسیوم شوراهای ایالتی انتخاب شد. حزب مردم پاکستان با حزب دموکرات ادغام شده بود که در سال ۱۹۸۸ منحل شد. برخی از اعضای سابق آن به جبهه رادیکال آلفاریستا پیوستند .
آلارکون ریورا به عنوان عضوی از این حزب، در سال ۱۹۹۰ به عنوان نماینده مجلس انتخاب شد و سپس چندین بار دیگر به عنوان نماینده استانی و سپس به عنوان نماینده ملی فعالیت کرد. او در دوره‌های ۱۹۹۱-۱۹۹۲، ۱۹۹۵-۱۹۹۶ و ۱۹۹۶-۱۹۹۷ رئیس کنگره بود. در دوره اخیر، بحران سیاسی به دلیل دولت رئیس جمهور عبدالا بوکارم آغاز شد و منجر به اعتراضات گسترده علیه او شد. پیش از آن، آلارکون از کنگره ملی خواست تا بوکارم را با استفاده از عنوان ناتوانی ذهنی برکنار کند. این کار با اکثریت ساده در ۶ فوریه ۱۹۹۷ انجام شد و او به عنوان رئیس جمهور موقت قانون اساسی منصوب شد که باعث هرج و مرج قانون اساسی شد.

### اخراج بوکرام
پس از برکناری بوکارم، یک بحران سیاسی جدی ایجاد شد. معاون رئیس جمهور، روزالیا آرتیگا، قبل از نیمه شب 6 فوریه، خواستار جانشینی شد. طبق سنت قانون اساسی از ابتدای جمهوری، او قرار بود جایگزین بوکارم شود، اما این بند در تدوین قانون اساسی سال 1996 توسط کنگره ملی که در 18 ژوئن 1996 در دفتر ثبت رسمی 969 منتشر شد، حذف شد. سفارت ایالات متحده از این جانشینی دفاع کرد ، هم به این دلیل که از اشکال دموکراسی حمایت می‌کرد و هم به این دلیل که سفیر لسلی الکساندر از معاون رئیس جمهور قدردانی می‌کرد. نیروهای مسلح نظم قانون اساسی را تضمین کردند.
آلارکون بعدازظهر ۶ فوریه کنگره فوق‌العاده‌ای را برای عزل رئیس‌جمهور فراخواند. نام رئیس کنگره و رئیس دیوان عالی، دومین و سومین نفر در صف جانشینی رئیس‌جمهور، به عنوان جایگزین در نظر گرفته شده بود. دلایل قانونی برای عزل رئیس‌جمهور، خیانت، رشوه‌خواری و حملات جدی به شرافت ملی بود که قرار بود در دادگاه استیضاح با رأی اکثریت دو سوم کنگره محکوم شوند.
در ۶ فوریه، در طول شب سه رئیس جمهور ، کنگره با استناد به ماده ۱۰۰ قانون اساسی، بوکارام را به دلیل ناتوانی جسمی یا روانی از سمت خود برکنار کرد. این قطعنامه با اکثریت آرا تصویب شد و فابیان آلارکون ریورا به عنوان رئیس جمهور موقت قانون اساسی انتخاب شد. بوکارام انتصاب آلارکون را رد کرد. در همان روز، معاون رئیس جمهور آرتیگا خود را رئیس جمهور قانونی اعلام کرد و قطعنامه کنگره را به استثنای انتصاب آلارکون پذیرفت. در ۷ فوریه، آلارکون، بوکارام و آرتیگا خود را رئیس جمهور اعلام کردند و آلارکون تنها کسی بود که توسط کنگره به رسمیت شناخته شد. بوکارام پس از امتناع از به رسمیت شناختن قطعنامه قانونگذاری، در کاخ کاروندلت ماند و با تظاهرات مردمی دائمی در مقابل کاخ دولت روبرو شد.
آرتیگا، آلارکون، روسای بلوک‌های پارلمانی و فرماندهی مشترک نیروهای مسلح عصر ۸ فوریه به توافقی دست یافتند: تأیید برکناری بوکارام، ابطال انتخاب آلارکون، انتقال موقت قدرت اجرایی به معاون رئیس جمهور آرتیگا، و تهیه پیش‌نویس یک ماده روشنگر برای قانون اساسی سیاسی در مورد انتخابات ریاست جمهوری در صورت غیبت دائمی رئیس جمهور.
پس از این توافق، در ساعات اولیه ۸ فوریه، بوکارم کاخ ریاست جمهوری را ترک کرد و به گوایاکیل پرواز کرد و دفتر مرکزی خود را در دفتر فرمانداری مستقر کرد. با این حال، وقایع روزهای بعد او را مجبور کرد در ۱۱ فوریه به پاناما فرار کند. پس از سوگند رسمی آرتیگا به عنوان رئیس جمهور، و برای حفظ قدرت برای مدت طولانی‌تر، آرتیگا استدلال کرد که دوره ریاست جمهوری او تا زمانی که کنگره اختیار انتخاب رئیس جمهور را پیدا کند، ادامه خواهد داشت، که این امر مستلزم اصلاح قانون اساسی با تصویب دو سوم نمایندگان بود. با این حال، در ۱۱ فوریه، ۵۷ نماینده، آلارکون را به عنوان رئیس جمهور موقت تا ۱۰ آگوست ۱۹۹۸ انتخاب کردند.

## ریاست جمهوری
نوشتار اصلی: انتخابات ریاست جمهوری اکوادور (۱۹۹۷)
رئیس جمهور برنامه زیر را به کشور پیشنهاد داد: تثبیت نظام دموکراتیک و پیشبرد اصلاحات سیاسی و حقوقی؛ «ایجاد تعادل در حوزه‌های اقتصادی و اجتماعی با ارتقای بهبود از طریق کنترل پارامترهای اقتصاد کلان»؛ اجرای برنامه‌هایی برای کاهش فقر و بهبود کیفیت زندگی؛ تلاش برای صلح قطعی با پرو و بازگرداندن احترام بین‌المللی از دست رفته اکوادور در دوران ریاست جمهوری بوکرام اورتیز؛ برنامه‌ریزی، آغاز و اجرای 20 پروژه بزرگ برای توسعه ملی و منطقه‌ای؛ و آماده شدن برای رویارویی با جریان ال نینو.
در دوران ریاست جمهوری او، همه‌پرسی اکوادور در سال ۱۹۹۷ برگزار شد که منجر به تشکیل مجلس مؤسسان شد و منشور کبیر جدید را تدوین کرد. این همه‌پرسی، آلارکون را به عنوان رئیس جمهور موقت قانون اساسی تا ۱۰ آگوست ۱۹۹۸ تصویب کرد و کنگره ملی به تدوین قانون اساسی، از جمله مفاد همه‌پرسی، پرداخت. از جمله این موارد، می‌توان به انتصاب آلارکون توسط کنگره به عنوان "رئیس جمهور جمهوری" و پایان دوره معاون رئیس جمهور آرتیگا در همان تاریخ اشاره کرد. بنابراین، انتصاب آلارکون به عنوان یک انتخابات ریاست جمهوری به رسمیت شناخته شد. بنابراین، آلارکون از طریق سیزدهمین ماده موقت به عنوان رئیس جمهور موقت قانون اساسی شناخته شد و به استفاده از عنوان رئیس جمهور موقت قانون اساسی ادامه داد. اصلاحات دیگر عبارت بودند از: بازگرداندن جانشینی فوری ریاست جمهوری توسط معاون رئیس جمهور، اجرای مجلس ملی مؤسسان با هدف منحصر به فرد اصلاح قانون اساسی، فراخوان انتخابات ریاست جمهوری برای 31 مه 1998، خاتمه زودهنگام وظایف همه روسای دولت (دفتر حسابرسی، دفتر دادستان کل، دادگاه عالی انتخابات، دیوان عالی عدالت، دادگاه قانون اساسی، دادستان عمومی، بازرس کل و سرپرستان) برای تصدی سمت‌های جدید در 10 آگوست 1998.  [ 1] (حکم دادگاه قانون اساسی 1997)
در اولین سال ریاست جمهوری آلارکون، تولید ناخالص داخلی ۳.۴ درصد رشد کرد که ناشی از بهبود در کشاورزی، ماهیگیری، تولید، ساخت و ساز و حمل و نقل بود. در فناوری تلفن همراه نیز سرمایه‌گذاری شد. ال نینو کشاورزی ساحلی را ویران کرد و باعث خسارت یک میلیارد دلاری، آوارگی ۱۵۰۰۰ خانواده و آسیب به زیرساخت‌های جاده‌ای، ابزار و انبارها با هزینه‌ای بالغ بر سه میلیارد دلار شد، از جمله از دست رفتن سود حاصل از صادرات کشاورزی که در پایان سال ۱۶ درصد کاهش یافت و صادرات غیرسنتی که ۹ درصد کاهش یافت.
در ۴ مارس ۱۹۹۷، او یک کمیسیون مدنی علیه فساد ایجاد کرد تا شکایات را دریافت، آنها را بررسی و از طریق دفتر دادستان کل و دفتر حسابرسی ارسال کند. آلارکون همچنین گمرکات را پاکسازی کرد و آنها را به کنترل اداری نیروهای مسلح سپرد.
با این حال، افکار عمومی دولت آلارکون را فاسد می‌دانست، اگرچه هیچ اقدام قانونی علیه او صورت نگرفت، به جز پرونده "piponazgo" (یک طرح فساد) قبل از تصدی سمت ریاست جمهوری. بدنام‌ترین پرونده فساد به دلیل پیامدهای سیاسی آن، مربوط به هزینه‌های مخفی وزیر دولت، سزار وردگا بود .

## زندگی پس از ریاست جمهوری
در دوران ریاست جمهوری او، سیسیلیا کالدرون ، اقتصاددانی از حزب چپ جمهوری‌خواه (FRA) و بعدها از حزب چپ دموکرات (Izquierda Democrática ) ، او را به ایجاد مشاغل تشریفاتی ("piponazgo") در دوران ریاست جمهوری آلارکون متهم کرد. شاکی این اتهام را به کمیسیون مبارزه با فساد که توسط خود رئیس جمهور ایجاد شده بود، برد. رئیس دیوان عالی، هکتور رومرو پاردوچی، در مارس ۱۹۹۹ دستور بازداشت موقت آلارکون را صادر کرد. این دستور غیرقانونی بود، زیرا دفتر حسابرسی کل در گزارش نهایی خود رئیس سابق کنگره را تبرئه کرده بود: بنابراین، هیچ دلیلی برای محاکمه وجود نداشت، چه برسد به بازداشت موقت. طبق گفته کمیسیون مبارزه با فساد، گزارش نهایی حسابرسی کل توسط خود نهاد نظارتی به نفع آلارکون دستکاری شده بود. آلارکون در دسامبر ۱۹۹۹ از زندان آزاد شد، اما محاکمه علیه او طبق روال عادی ادامه یافت.
آلارکون عضو حزب میهن‌پرست مردمی، سپس حزب دموکرات و در نهایت جبهه رادیکال آلفاریستا بود، احزابی که اکنون منحل شده‌اند. او همچنین پس از آزادی از زندان تلاش کرد تا برای نمایندگی استان پیچینچا نامزد شود، اما در انتخابات ناموفق بود.
تصویر ریاست جمهوری او که در کاخ کاروندلت آویزان بود ، در سال 2007 به دستور رئیس جمهور رافائل کورئا برداشته شد  و در سال 2018 در زمان دولت لنین مورنو دوباره در جای خود قرار گرفت .